# Mariscal José Félix Estigarribia
Mariscal José Félix Estigarribia é uma localidade do Paraguai, Departamento Boquerón.

## Transporte
O município de Mariscal José Félix Estigarribia é servido pelas seguintes rodovias:
- Caminho em terra ligando o município a cidade de La Victoria (Departamento de Alto Paraguay)
- Caminho em terra ligando o município a cidade de Fuerte Olimpo (Departamento de Alto Paraguay)
- Caminho em terra ligando o município a cidade de Bahia Negra (Departamento de Alto Paraguay)
- Caminho em terra ligando o município a cidade de Teniente Esteban Martínez (Departamento de Presidente Hayes)
- Ruta 09, que liga a cidade de Assunção a Ruta 06 da Bolívia (Boyuibe, Santa Cruz)[1][2][3]